# Köhler-Theorie
Die Köhler-Theorie beschreibt den Dampfdruck von wässrigen Aerosolpartikeln im thermodynamischen Gleichgewicht mit einer feuchten Atmosphäre. Sie wird in den Atmosphärenwissenschaften und der Meteorologie verwendet, um die Feuchtigkeit zu bestimmen, bei der sich eine Wolke bildet. Die Köhler-Theorie kombiniert den Kelvin-Effekt, der die Änderung des Dampfdrucks aufgrund einer gekrümmten Oberfläche beschreibt, mit dem Raoultschen Gesetz, das den Dampfdruck mit der Konzentration der gelösten Stoffe in Beziehung setzt. Sie wurde erstmals 1936 von Hilding Köhler, Professor für Meteorologie an der Universität Uppsala, veröffentlicht.
Die Köhler-Gleichung beschreibt das Sättigungsverhältnis {\displaystyle S} eines wässrigen Lösungströpfchen mit fester Trockenmasse als Funktion des Durchmessers {\textstyle D} wie folgt:
{\displaystyle S(D)=a_{w}\exp {\left({\frac {4\sigma _{d}v_{w}}{RTD}}\right)},}
mit:
{\displaystyle S} = Sättigungsverhältnis über der Tropfenoberfläche, definiert als {\displaystyle S=p_{w}/p_{w}^{0}}, mit dem Wasser-Partialdruck des Tröpfchens {\displaystyle p_{w}}und dem Sättigungsdampfdruck von reinem Wasser mit einer flachen Oberfläche {\displaystyle p_{w}^{0}}
{\displaystyle D} = Durchmesser des Lösungströpfchens („Nassdurchmesser“)
{\displaystyle a_{w}} = Wasseraktivität des Lösungströpfchens
{\displaystyle \sigma _{d}} = Oberflächenspannung des Lösungströpfchens
{\displaystyle v_{w}} = Molares Volumen von Wasser
{\displaystyle R} = Universelle Gaskonstante
{\displaystyle T} = Temperatur.
In der Praxis werden oft vereinfachte Formulierungen der Köhler-Gleichung verwendet.

## Köhlerkurve

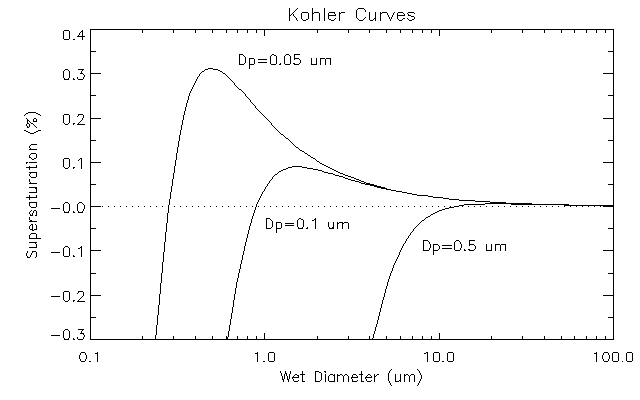
Köhler Kurven für NaCl Partikel mit drei verschiedenen Trockendurchmessern Dp. Ein kleinerer NaCl Partikel besitzt eine höhere kritische Übersättigung und einen kleineren kritischen Durchmesser (siehe Maximum der Köhler Kurve).

Die Köhlerkurve, ist die visuelle Darstellung der Köhler-Gleichung. Sie zeigt das Sättigungsverhältnis {\displaystyle S}, bei dem sich ein  Tröpfchen im Gleichgewicht mit der Umgebung befindet, in Abhängigkeit von dessen Nassdurchmesser {\displaystyle D}. Ihr genauer Verlauf hängt sowohl von der Art als auch der absoluten Menge des im Tropfen gelösten Stoffs ab. Aus praktischen Überlegungen wird oft die Übersättigung {\displaystyle s=(S-1)} dargestellt.
Die obige Abbildung zeigt Köhlerkurven für drei verschieden große Mengen von im Tropfen gelöstem Natriumchlorid. Die Stoffmenge ist dabei über den Trockenduchmesser {\displaystyle D_{p}} angegeben, das ist der Durchmesser, den eine trockene Kugel derselben Menge des Stoffes hätte. Daran ist zu erkennen, dass bspw. ein  Tröpfchen mit {\displaystyle D_{p}=0{,}05}, dessen Nassdurchmesser 0,1 Mikrometer und die Übersättigung 0,35 % beträgt, in der angenommenen Atmosphäre mit einer relativen Luftfeuchtigkeit über 100 %, unbegrenzt weiterwüchse, da es mit steigendem Nassdurchmesser nie ein Gleichgewicht erreichen würde, solange die Übersättigung fortbesteht. Beträgt die Übersättigung jedoch nur 0,3 %, wächst der Tropfen nur bis zu einer Größe von etwa 0,5 Mikrometern. Die Übersättigung, bei der der Tropfen unbegrenzt wachsen kann, wird als kritische Übersättigung bezeichnet (lokales Maximum der Köhlerkurve). Der Durchmesser, bei dem die Kurve ihren Höhepunkt erreicht, wird als kritischer Durchmesser bezeichnet.

## Vereinfachte Gleichungen
In der Praxis werden häufig einfachere Versionen der obigen Köhler-Gleichung verwendet. Dabei wird davon ausgegangen, dass es sich bei der Zusammensetzung der Partikel um Elektrolyte handelt, die vollständig in eine feste Anzahl von Ionen dissoziieren, die durch den van-’t-Hoff-Faktor {\displaystyle i} gegeben ist. Außerdem werden Mischungsvolumen vernachlässigt, und das molare Volumen von Wasser wird wie folgt berechnet {\displaystyle v_{w}=M_{w}/\rho _{w}}, wobei {\displaystyle \rho _{w}} und {\displaystyle M_{w}} die Dichte und die molare Masse von Wasser sind. Es wird ferner angenommen, dass die Tröpfchen bei hoher Luftfeuchtigkeit stark verdünnt sind, was die folgenden Vereinfachungen ermöglicht:
- Die Oberflächenspannung und die Dichte des Tropfens entsprechen denen von reinem Wasser ({\displaystyle \sigma _{d}=\sigma _{w},\rho _{d}=\rho _{w}})
- Die Lösung verhält sich ideal ({\displaystyle a_{w}=x_{w}})
- Die Anzahl der gelösten Moleküle {\displaystyle n_{s}} ist im Vergleich zur Anzahl der Wassermoleküle {\displaystyle n_{w}} gering, sodass der Molenbruch der gelösten Stoffe vereinfacht werden kann zu

{\displaystyle x_{s}={\frac {in_{s}}{n_{w}+in_{s}}}\approx {\frac {in_{s}}{n_{w}}}.}
Folglich kann der Molenbruch von Wasser vereinfacht werden zu
{\displaystyle x_{w}\approx 1-{\frac {in_{s}}{n_{w}}}}.
- Beim Berechnen der Wassermenge {\displaystyle n_{w}} aus dem Volumen des Tropfens wird das Volumen der gelösten Stoffe vernachlässigt, d. h.

{\displaystyle n_{w}={\frac {\pi D^{3}\rho _{w}}{6M_{w}}}}.
Mit diesen Annahmen kann die Köhler-Gleichung folgendermaßen geschrieben werden:
{\displaystyle S=\left(1-{\frac {6M_{w}in_{s}}{\pi \rho _{w}D^{3}}}\right)\cdot \exp {\left({\frac {4\sigma _{w}M_{w}}{\rho _{w}RTD}}\right)}}
Um die Gleichung weiter zu vereinfachen, wird {\displaystyle \exp {\left(a/r\right)}} mit {\displaystyle 1+a/r} approximiert und Terme proportional zu {\displaystyle 1/D^{4}} vernachlässigt. Dadurch ergibt sich folgende häufig verwendete Gleichung:
{\displaystyle S=1+{\frac {4\sigma _{w}M_{w}}{\rho _{w}RTD}}-{\frac {6M_{w}in_{s}}{\pi \rho _{w}D^{3}}}=1+{\frac {A}{D}}-{\frac {B}{D^{3}}}}
mit den Koeffizienten {\displaystyle A\approx 2{,}4\cdot 10^{-9}\;\mathrm {m} } und {\displaystyle B\approx in_{s}\cdot 3{,}4\cdot 10^{-5}\;\mathrm {m^{3}mol^{-1}} } bei {\displaystyle T=273{,}15\;\mathrm {K} }. Für diese Gleichung ist der kritische Durchmesser {\displaystyle D_{\mathrm {crit} }} und das kritische Sättigungsverhältnis {\displaystyle S_{\text{crit}}} (definiert durch das Maximum der Köhlerkurve) gegeben durch
{\displaystyle S_{\text{crit}}=1+{\sqrt {\frac {4A^{3}}{27B}}},\qquad D_{\text{crit}}={\sqrt {\frac {3B}{A}}}}
Eine andere Form der Köhler-Gleichung basiert auf der logarithmischen Form der obigen Gleichung
{\displaystyle \ln(S)=\ln {\left(1-{\frac {6M_{w}in_{s}}{\pi \rho _{w}D^{3}}}\right)}+{\frac {4\sigma _{w}M_{w}}{\rho _{w}RTD}}}
und wird mit {\displaystyle \ln {\left(1-x\right)}\approx -x} bei {\displaystyle x\rightarrow 0} vereinfacht zu:
{\displaystyle \ln \left(S\right)={\frac {4\sigma _{w}M_{w}}{\rho _{w}RTD}}-{\frac {6M_{w}in_{s}}{\pi \rho _{w}D^{3}}}}
wobei
{\displaystyle \ln {\left(S_{\mathrm {crit} }\right)}={\sqrt {\frac {4A^{3}}{27B}}},\qquad D_{\text{crit}}={\sqrt {\frac {3B}{A}}}.}